# Renera
Renera – gmina w Hiszpanii, w prowincji Guadalajara, w Kastylii-La Mancha, o powierzchni 20,23 km². W 2011 roku gmina liczyła 122 mieszkańców.